# Vytautai
Vytautai (pol. hist. Łosewicze) – wieś w południowej części Litwy, położona w okręgu olickim, w rejonie łoździejskim.